# Banco Continental (Paraguay)
El Banco Continental es una entidad bancaria privada paraguaya. Tiene actualmente su sede central en Asunción sobre la Avenida Mariscal López esquina Calle General Garay. Es parte del Grupo Continental, junto con Seguros Patria y el NBC Bank.

## Historia
El Banco Continental, fue fundado el 10 de noviembre del año 1980.
En el 2009 se convirtió en el primer banco paraguayo en recibir una inversión por parte del Banco Mundial.